# 史蒂文·阿德勒
史蒂文·路易斯·阿德勒（英語：Stephen Louis Adler，1939年11月30日—），犹太裔美国理论物理学家，普林斯顿高等研究院教授。他是量子场论中最优美的结果——Adler-Bell-Jackiw反常的发现者之一。